# Charly Hähnel

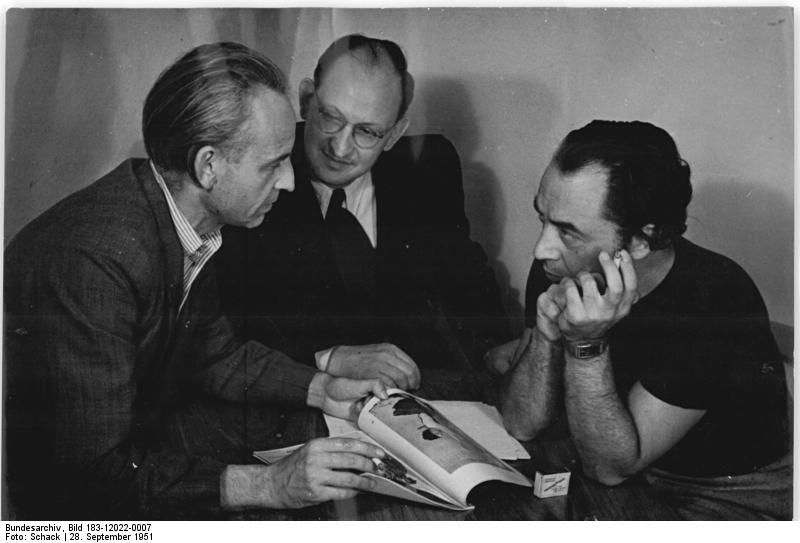
Charlie Hähnel (links) mit Willi Wolfgramm und Bert Heller, zuständig für die dekorative Ausgestaltung der dritten Weltfestspiele (1951)

Charly Hähnel (* 1913 in Mainz; † 1962) war ein deutscher Maler und Grafiker.

## Leben und Werk
Hähnel studierte an der Kunstgewerbeschule Mainz, an der Staatlichen Kunsthochschule Saarbrücken und an den Vereinigten Staatsschulen für freie und angewandte Kunst Berlin. Dann arbeitete er in Mainz und Berlin als freischaffender Maler und Grafiker, u. a. als Entwurfszeichner für Holzintarsien. In der Zeit des Nationalsozialismus war er obligatorisch Mitglied der Reichskammer der bildenden Künste. Er beteiligte sich 1938 in Frankfurt/Main in der Industrie- und Handelskammer an der „Kunstausstellung. Betriebsausstellung der Deutschen Arbeitsfront, Gau Hessen-Nassau“. Weitere Ausstellungen in dieser Zeit sind nicht bekannt.
Hähnel nahm als Soldat der Wehrmacht in der Sowjetunion am Zweiten Weltkrieg teil. Er konnte sich auch dabei als Maler betätigen und schuf Bilder, die keine Distanz zur nationalsozialistischen Ideologie erkennen lassen, so um 1941 „Vormarsch in Russland“ (Öl auf Ingres-Papier, 31,7 × 46,6 cm) und 1943 „Russland“ (Öl auf Malpappe, 28,4 × 38,9 cm).
Nach der Entlassung aus der Kriegsgefangenschaft arbeitete Hähnel in Ostberlin. Er wurde in Berlin Künstlerischer Leiter der zentralen Leitung der Deutsche Werbe- und Anzeigengesellschaft (DEWAG) und betätigte sich vor allem als Ausstellungs- und Stadtbildgestalter für politisch wichtige Veranstaltungen wie 1949 die zentrale Maifeier in Berlin, 1950 das erste Deutschlandtreffen der Jugend und 1951 die dritten Weltfestspiele der Jugend und Studenten.
1951/1952 nahm Hähnel in Berlin an der großen Ausstellung „Künstler schaffen für den Frieden“ teil.
Tafelbilder Hähnels sind vereinzelt im Kunsthandel präsent.

## Ehrungen
- 1950: Goethepreis der Stadt Berlin
- 1951: Nationalpreis III. Klasse (mit Bert Heller, Wilhelm Schubert, und Willi Wolfgramm)

## Weitere Werke (Auswahl)

### Tafelbild
- Hafenszene (mutmaßlich 1930er Jahre, Öl auf Hartfaser, 73 × 59 cm)[3]

### Architekturbezogenes Werk
- Junge Pioniere (1953, Wandbilder, Sgraffito; Berlin-Johannisthal, damaliges Kinderheim A. S. Makarenko; als Mitglied eines Künstlerkollektivs unter Bert Heller)[4]